# Begonia pseudolateralis
Espèce
Synonymes
- Begonia aptera var. calleryana (A.DC.) Fern.-Vill.[1]
- Begonia lateralis Elmer ex Merr.[1]
- Begonia salaziensis var. calleryana (A.DC.) Merr.[1]
- Mezierea salaziensis var. calleryana A.DC.[1]

Begonia pseudolateralis est une espèce de plantes de la famille des Begoniaceae.
L'espèce fait partie de la section Petermannia.
Elle a été décrite en 1904 par Otto Warburg (1859-1938).

## Répartition géographique
Cette espèce est originaire du pays suivant : Philippines.